# Presidente della Corea del Sud
Il presidente della Corea del Sud (in coreano: 대한민국 대통령?, Daehanmingugui daetongnyeongLR, «presidente della Repubblica di Corea») è capo dell'esecutivo, comandante in capo delle forze armate e capo dello Stato.
La Costituzione ne prevede l'elezione a suffragio uninominale diretto, maggioritario e segreto a turno unico, per un mandato di cinque anni non rinnovabile. In caso di vacanza, il successore è eletto entro sessanta giorni, durante i quali le funzioni sono assunte dal primo ministro o altri alti membri del governo secondo un ordine di priorità prestabilito dalla legge. In corso di mandato, il presidente risiede ed esercita le sue funzioni nella Casa Blu, ed è assistito da immunità dalla responsabilità penale, salvo i casi di insurrezione e alto tradimento.
Il presidente in carica dal 4 giugno 2025 è Lee Jae-myung.

## Poteri e funzioni
Poteri e funzioni del presidente sono definiti dal Titolo III della Costituzione. Il presidente deve:
- rispettare la Costituzione
- preservare la sicurezza della patria
- operare per la riunificazione della Corea.

Spettano al presidente:
- la direzione dell'esecutivo
- il comando delle forze armate
- la dichiarazione dello stato di guerra
- l'indizione di referendum su questioni di rilevanza nazionale
- l'emanazione di decreti
- il conferimento di medaglie per servizi alla nazione
- il potere di grazia
- la dichiarazione dello stato di emergenza, anche con sospensione delle leggi o emanazione della legge marziale
- il potere di veto alle leggi, revocabile con riserva a maggioranza dei due terzi dell'assemblea nazionale.[3][4]

L'assemblea può rigettare con voto una decisione presidenziale, che in tal caso si ha per nulla e non avvenuta.
La Costituzione del 1987 ha emendato le disposizioni della Carta del 1980 autorizzando il governo a sospendere temporaneamente i diritti e le libertà individuali: la sospensione dev'essere però ratificata dall'assemblea. Si discute se le misure d'urgenza consentano di sospendere temporaneamente anche parte della stessa Costituzione.
Sulla ratifica dei trattati e la dichiarazione di guerra la Costituzione chiarisce solo che l'assemblea «ha il diritto di prestare consenso agli atti presidenziali». Dal 1987 il presidente non ha più potere di scioglimento dell'assemblea.
Il capo dello Stato presiede il governo. La sua residenza ufficiale è la Casa Blu, dove dispone di una segreteria diretta da un capo di gabinetto di rango ministeriale.

## Elezione
Il presidente della Repubblica di Corea è eletto con sistema maggioritario uninominale secco per un mandato quinquennale non rinnovabile. L'elezione del nuovo presidente si tiene tra il settantesimo e il quarantesimo giorno precedente alla scadenza del mandato.

## Ordine di successione
L'articolo 71 della Costituzione regola l'attribuzione dell'interim nel caso in cui il presidente non sia in grado di compiere le sue funzioni. Esse sono in tal caso esercitate dal primo ministro o, in mancanza di questi, da uno dei ministri secondo un ordine di successione prestabilito. In caso di impedimento permanente, sono indette nuove elezioni entro i sessanta giorni seguenti.
L'ordine di successione è il seguente:
- Il primo ministro
- Il vice primo ministro e ministro della strategia e delle finanze
- Il vice primo ministro e ministro dell'istruzione
- Il ministro della scienza, dell'ICT e della pianificazione
- Il ministro degli affari esteri
- Il ministro per l'unificazione
- Il ministro della giustizia
- Il ministro della difesa
- Il ministro dell'amministrazione di governo e degli affari interni
- Il ministro per la cultura, lo sport e il turismo
- Il ministro dell'agricoltura, dell'alimentazione e delle questioni rurali
- Il ministro del commercio, dell'industria e dell'energia
- Il ministro della salute e del welfare;
- Il ministro dell'ambiente;
- Il ministro per l'occupazione e il lavoro
- Il ministro per l'uguaglianza di genere e la famiglia
- Il ministro per il territorio, i trasporti e le questioni marittime
- Il ministro degli oceani e della pesca.